# بيل أندرسون (لاعب كرة قاعدة)
بيل أندرسون (بالإنجليزية: Bill Robinson)‏ هو لاعب كرة قاعدة أمريكي، ولد في 19 يناير 1865 في مقاطعة سبنسر في الولايات المتحدة، وتوفي في 5 مايو 1936 في تايلورسفيل في الولايات المتحدة.

## وصلات خارجية
- بيل أندرسون على موقعبيزبول رفرنس.كوم (الدوري الرئيسي) (الإنجليزية)